# Mannen som inte kom någonstans
Mannen som inte kom någonstans är en svensk kortfilm från 2005 i regi av Peter Larsson.
Filmen handlar om en okänd man som går i en park. Han blir omskriven i tidningen och alla undrar vem han är. På vintern avlider han och kommunen ordnar en stor fest. Den nominerades till en Guldbagge 2007 i kategorin Bästa kortfilm.